# Pál Szekeres
Pál Szekeres (Budapest, 22 settembre 1964) è un ex schermidore ungherese, vincitore di una medaglia di bronzo nel fioretto ai Giochi olimpici.

## Carriera
Dopo aver vinto una medaglia di bronzo nel fioretto ai Giochi olimpici di Seul, nel 1991 un incidente lo costringe sulla sedia a rotelle. Successivamente partecipa ai Giochi paralimpici, vincendo altre medaglie nella scherma in carrozzina.

## Palmarès
Giochi olimpici
- Bronzo (fioretto a squadre)

Giochi paralimpici